# V431 Возничего
V431 Возничего (лат. V431 Aurigae) — двойная звезда в созвездии Возничего на расстоянии приблизительно 4267 световых лет (около 1308 парсеков) от Солнца. Видимая звёздная величина звезды — от +9,29m до +8,97m. Возраст звезды оценивается как около 0,3 млн лет.

## Характеристики
Первый компонент — бело-голубая переменная Be-звезда (BE:) спектрального класса B5e, или B2Ve. Масса — около 5,87 солнечных, радиус — около 8,908 солнечных, светимость — около 22,33 солнечных. Эффективная температура — около 19224 K.
Второй компонент — красный карлик спектрального класса M. Масса — около 106,07 юпитерианских (0,1013 солнечной). Удалён на 2,698 а.е..